# Evansula cumbraensis
Evansula cumbraensis är en kräftdjursart som beskrevs av Rony Huys och Conroy-Dalton 2006. Evansula cumbraensis ingår i släktet Evansula, och familjen Canthocamptidae. Arten är reproducerande i Sverige.